# مونته سن ساوینو
مونته سن ساوینو (به ایتالیایی: Monte San Savino) یک کومونه در ایتالیا است که در استان آرتزو واقع شده‌است.

## خصوصیات
مونته سن ساوینو ۸۹٫۶۶ کیلومترمربع مساحت و ۸٬۸۲۵ نفر جمعیت دارد و ۳۳۰ متر بالاتر از سطح دریا واقع شده‌است.